# 中京競馬場
中京競馬場（ちゅうきょうけいばじょう 英: Chukyo Racecourse）は、愛知県豊明市にある競馬場。施行者は日本中央競馬会（JRA）および愛知県競馬組合（ただし現在休止中）、管理者は名古屋競馬株式会社（後述）。

## 概要
2025年以降、基本的に中央競馬では毎年3・7・8・12月の4開催・24日間にわたってレースを開催。非開催時は競馬場内場外発売所「パークウインズ中京競馬場」として発売・払戻業務を行っている。かつては地方競馬（愛知県競馬組合主催）も開催していたが、2002年以降は競馬開催を休止しており、場外発売所としてのみ使用している（「#地方競馬の開催」で後述）。
夏開催では西の主開催の中心となっており、第3場（主要4場を除く競馬場）で唯一高松宮記念、チャンピオンズカップの2つのGI競走が開催されている。
馬場自体は原則年中無休で営業しており、コース内部は遊園地として平日も開放している。

## 歴史

### 中京競馬場が開設するまで
名古屋地区に競馬場を開設する動きは明治時代からあり、第6代名古屋市長の加藤重三郎が競馬倶楽部の創設を考案したが実現には至らなかった。この頃は全国的に競馬倶楽部が乱立するようになったため1908年に競馬倶楽部の数を11に整理し、1923年の競馬法施行で競馬場の数を11にすることが決定した。これにより当時公認競馬場がなかった名古屋地区には事実上競馬場を開設することが不可能となった。そこで既存の競馬倶楽部を名古屋地区に移転することを画策し、経営難に陥った新潟競馬倶楽部や内紛が起こっていた中山競馬倶楽部を移転する計画が持ち上がったが実現には至らなかった。
第2次世界大戦後、名古屋地区に競馬場を誘致する動きが起こるようになる。1949年5月9日の第5回国会で中京に競馬場を設置することが盛り込まれた競馬法の一部改正案が上程された。中京という名称を用いたのは中部日本の中心の意味を込めていた。理由として、勝馬投票券の売上げを増やすことで政府収入の増加をはかるとともに、その当時11あった競馬場のうち、戦時中の設備荒廃等の理由で競馬を開催できる競馬場が札幌・函館・中山・東京・京都・小倉の6カ所にとどまっており、中京に競馬場を設置することで負担を軽減し、競馬の健全なる発達に寄与するためであった。この国会では継続審議となったが、衆議院農林委員会の委員が中京競馬場の建設候補地を視察した。農林委員会が定めた候補地は第1に一宮市、第2に春日井市、第3に大府町（現・大府市）、守山町（現・名古屋市守山区）、鳴海町（現・名古屋市緑区）としたが、各候補地の誘致争いは激しかった。競馬法一部改正案の国会審議は第7回国会・第8回国会において衆議院では可決したものの、参議院では第7回国会では廃案、第8回国会では継続審議となった。結局、国会で成立したのは1950年12月8日の第9回国会の参議院本会議で可決したことによる（同年12月21日公布）。
こうして、中京競馬場の設置は決まったものの、名古屋の財界は中京競馬場の誘致に当初は消極的であった。そこで、トヨタ自動車工業の初代社長を務めた豊田利三郎が中心となって財界から競馬場誘致の機運を高めようとした。しかし、利三郎は競馬を全然知らなかったので、競馬に精通していた愛知トヨタ自動車社長の山口昇に協力を依頼した。利三郎は競馬関係者や名古屋財界の首脳を招いた懇談会を開き、この場で財界からの協力を得ることができた。そして、懸案だった競馬場の予定地も農林省の現地調査の結果、1951年1月30日に当時の農林大臣・広川弘禅が鳴海地区に競馬場を設置することを決めた。利三郎は1951年2月に名古屋競馬株式会社創立発起人会を作り、発起人総代になる予定だったが道半ばで死去し、元愛知県知事の青柳秀夫が発起人総代となった。1952年8月5日に名古屋競馬株式会社が設立され、青柳が初代社長となった。
1952年10月13日、中京競馬場の建設工事着工。当初は1953年5月の工事完了を目指したが、秋の長雨や電力事情の悪化があって遅れ気味であった。1953年7月26日に竣工。竣工当初の中京競馬場は1周1600mの砂馬場で、収容人員が6000人でシェル型の大屋根が特徴のスタンドがあった。8月1日には農林省競馬部と名古屋競馬株式会社の間に中京競馬場賃貸借契約が結ばれた。

### 開設後
- 1953年8月22日 - 第1回中京国営競馬が開幕。翌日には中京開設記念競走（翌年から中京記念として施行）が行われ、この年の春の天皇賞を制したレダが優勝した[24][25]。この年は8月22日から9月6日までの第1回開催、9月12日から27日までの第2回開催がそれぞれ6日間ずつ行われた[24][25]。
- 1954年9月16日 - 日本中央競馬会発足。日本中央競馬会中京競馬場となる[26]。
- 1962年1月15日 - スタンドの増改築工事竣工[27]。
- 1964年8月 - 第3回開催を同年に開催された東京オリンピックの馬術競技に使用する施設建設の基金に充てる「オリンピック基金競馬」として施行[28]。
- 1968年12月 - 中央競馬における繋駕速歩競走の最後のレースが行われる。
- 1969年11月26日 - 大規模改築工事着工。芝馬場の新設やスタンドの改築等、創設以来の諸施設のほとんどを造り替える大工事に（1970年10月26日竣工）[29][30]。
- 1974年6月23日 - 第4回高松宮杯にハイセイコーが出走し優勝。当日は68,469人が入場し、当時の中京競馬場の入場者数の最多記録に[31]。
- 1974年10月1日 - ダートコースを新設[31]。
- 1983年1月30日 - 第1回4日目第2競走において子供がコース内に飛び出してレース中の馬と接触する事故が起こる[32]。
- 1987年 - 1月から2月にかけての開催が3月の小倉競馬と日程を入れ替え。これに伴いこれまで中京競馬場で行われたきさらぎ賞が京都競馬場の開催に変更[33]。
- 1987年11月28日 - ターフビジョンが設置され、運用開始[33]。
- 1990年 - 阪神競馬場改築工事のため、4回阪神競馬（9月）の開催を3回中京競馬として開催[34]。年間4開催32日開催。
- 1991年 - 阪神競馬場改築工事のため、1回阪神競馬（3月）の開催を1回中京競馬、4回阪神競馬（9月）の開催を3回中京競馬として開催。この関係で平年の1回中京競馬が2回小倉競馬として開催されたため、中日新聞杯・中京記念が小倉競馬場での開催となる[34][35]。年間4開催32日開催。
- 1993年1月12日 - スタンド増改築及び馬場改修工事が着工。これに伴い1回中京競馬（3月）の開催を2回小倉競馬、2回中京競馬（6-7月）を4回京都競馬として開催[36][37]。この年の中京競馬は例年の第3回開催にあたる12月に1回8日のみ開催された。
- 1993年11月10日 - 馬場改修工事が竣工。1～2コーナーと3～4コーナーのカーブをスパイラルカーブ化。また、地下馬道を新設した[38]。
- 1994年 - 京都競馬場改築工事のため、1回阪神競馬（3月）の開催を1回中京競馬、4回阪神競馬（9月）の開催を3回中京競馬として開催。1991年と同様に平年の1回中京競馬が2回小倉競馬として開催されたため、中日新聞杯・中京記念が小倉競馬場での開催となる[36][39]。年間4開催32日開催。
- 1994年11月10日 - スタンド増築・グレードアップ工事が竣工。新スタンドに「ツインハット」の愛称を付ける[40]。
- 1995年 - 兵庫県南部地震（阪神・淡路大震災）で阪神競馬場が大きな被害を受けたため、3回阪神競馬（5-6月）の開催を2回中京競馬として開催[41][42]。年間4開催32日開催。
- 1996年5月19日 - 第26回高松宮杯が中京競馬場で初のGI競走として行われ、フラワーパークが優勝。1994年の三冠馬・ナリタブライアンが出走したこともあり、74,201人の入場者数レコードとなる[43]。
- 1998年 - 小倉競馬場改築工事のため1回小倉競馬（1-2月）が中京競馬場の開催となるが、代替開催分は3-4月に組まれたため2回中京競馬として開催[44][45]。年間4開催32日開催。
- 1999年 - 小倉競馬場改築工事のため1回小倉競馬（1-2月）が中京競馬場の開催となるが、前年同様3-4月に代替開催分が組まれたため2回中京競馬として開催。平年の3回中京競馬については3回小倉競馬として開催[46][47]。
- 2002年8月23日 - スタンド東側に名古屋鉄道の特急として使用されていた車両を保存・展示したアミューズメントスポット「パノラマステーション」が竣工[48]。
- 2006年 - 阪神競馬場馬場改造工事のため、4回阪神競馬（9月）の開催を3回中京競馬として開催[49]。年間4開催32日開催。
- 2010年 - スタンド改築・馬場改造工事が始まる関係で、この年の中京競馬は1月から3月までの2開催・16日間のみ開催された[50]。
- 2010年4月 - スタンド改築・馬場改造工事着工[51]。
- 2012年1月15日 - スタンド改築・馬場改造工事竣工。距離設定が大幅に変更された[51]。
- 2012年3月3日 - 改造工事後初の中京競馬が開幕[51]。
- 2014年12月7日 - これまで東京競馬場を経て、阪神競馬場で開催されてきたジャパンカップダートがチャンピオンズカップに名称変更されて中京競馬場での開催となり、高松宮記念に次ぐ同場二つ目のGI競走となる[51]。
- 2020年
  - 京都競馬場改築、東京五輪開催協力などの観点から、春季は3月（4週間）のみの開催となり、平年の3回中京競馬（7月）と4回阪神競馬（9月）の開催を入れ替えた[52]。また、平年の1回中京競馬で開催される重賞競走は施行場が分かれ、愛知杯が小倉競馬場、東海ステークスが京都競馬場の開催となった[53]。
  - 第1・2回開催の全日はCOVID-19の感染拡大防止のため「無観客競馬」として開催。
- 2021年
  - 京都競馬場改築、東京五輪開催協力などの観点から、例年とは大幅に異なる開催日程となった。平年の1回京都・2回京都前半（1 - 2月・6週間 = 第1回開催）、3回京都5 - 12日（5月・4週間 = 第3回開催）、3回阪神前半（6月・2週間 = 第4回開催）、4回阪神（9 - 10月・4週間 = 第5回開催）を関西主場扱いで中京で代替開催。例年通りの3月（第2回開催）及び12月（第6回開催[注 2]）の第3場開催分と合わせて年間6回45日間開催[54]。平年の1回中京競馬（1月）と3回中京競馬（7月）は小倉競馬場での開催となるが、1回中京競馬で開催する重賞（愛知杯・東海ステークス）は中京競馬場での開催となった[55]。
  - 第1回開催の5～12日はCOVID-19の感染拡大防止のため「無観客競馬」として開催[56]。
- 2022年 - 京都競馬場改築工事に伴い2021年と同様の開催日程で行われ、年間6回45日間開催[57]。
- 2023年 - 京都競馬場改築工事に伴い、平年の1回京都・2回京都前半（1 - 2月・6週間 = 第1回開催）を中京で代替開催されるため、年間4回32日間開催[58]。
- 2024年 - 阪神競馬場のスタンドリフレッシュ工事に伴い、例年の4回阪神（9 - 10月・4週間＝第3回開催）を関西主場扱いで中京で代替開催。また一部の日程入れ替えに伴い、春季は3月（3週間）のみの開催となり、平年の夏の7月の中京開催と8月の小倉開催を入れ替え、第2回開催は8月に開催し、トータルで年間4回29日間開催。中京記念は小倉・芝1800mでの実施となり、対照的に小倉記念、小倉2歳ステークス、小倉サマージャンプが中京で実施となる（いずれも中京では初の実施）。CBC賞は施行時期を北九州記念と施行時期を交換し、8月に後ろ倒しとなった。また、平年の1回中京競馬で開催される重賞競走は施行場が分かれ、2020年と同様に愛知杯が小倉競馬場、東海ステークスが京都競馬場の開催となった。
- 2025年
  - 阪神競馬場スタンドリフレッシュ工事に伴い、平年の1回京都（1月）を関西主場扱いで中京で代替開催。また、前年に行われた夏季の7月の中京開催と8月の小倉開催を正式に開催時期を入れ替えて、夏季の中京競馬では6週12日間（第3回中京競馬8日間・第4回中京競馬4日間）を実施。近年の暑熱対策のため、夏季に2週間休止されていた西日本の主場開催が中京で復活し、前年に第2回新潟競馬で導入された「競走時間帯の拡大」（一部時間帯の開催休止）を第3回中京競馬でも実施し、4週間に延長する。その代わりに1・2月に行われていた冬季の中京での第三場開催が小倉に移動する[59]。
  - 一部重賞の施行場・施行時期も変更し、小倉2歳ステークスは「中京2歳ステークス」に名称変更して中京・芝1400mで実施。2024年までの東海ステークスは「プロキオンステークス」に変更する代わりにプロキオンステークスを「東海ステークス」に変更して7月下旬（夏の中京開幕週）に実施。2024年までの愛知杯は「小倉牝馬ステークス」に変更して施行場を小倉へ移動する代わりに京都牝馬ステークスを「愛知杯」に変更して3月・芝1400mで実施。中京記念も8月に移動して別定戦に変更[60]。

## コース

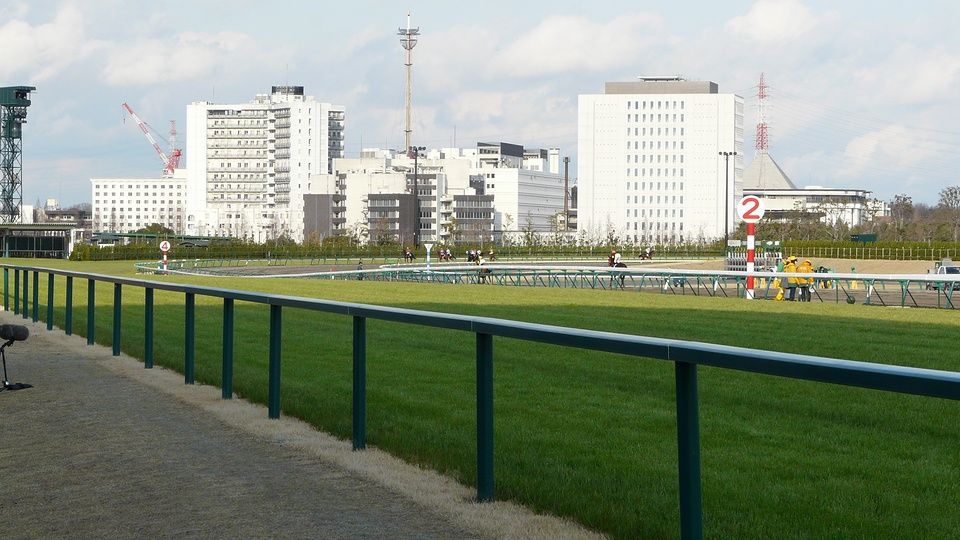
新設されたゴール前の坂

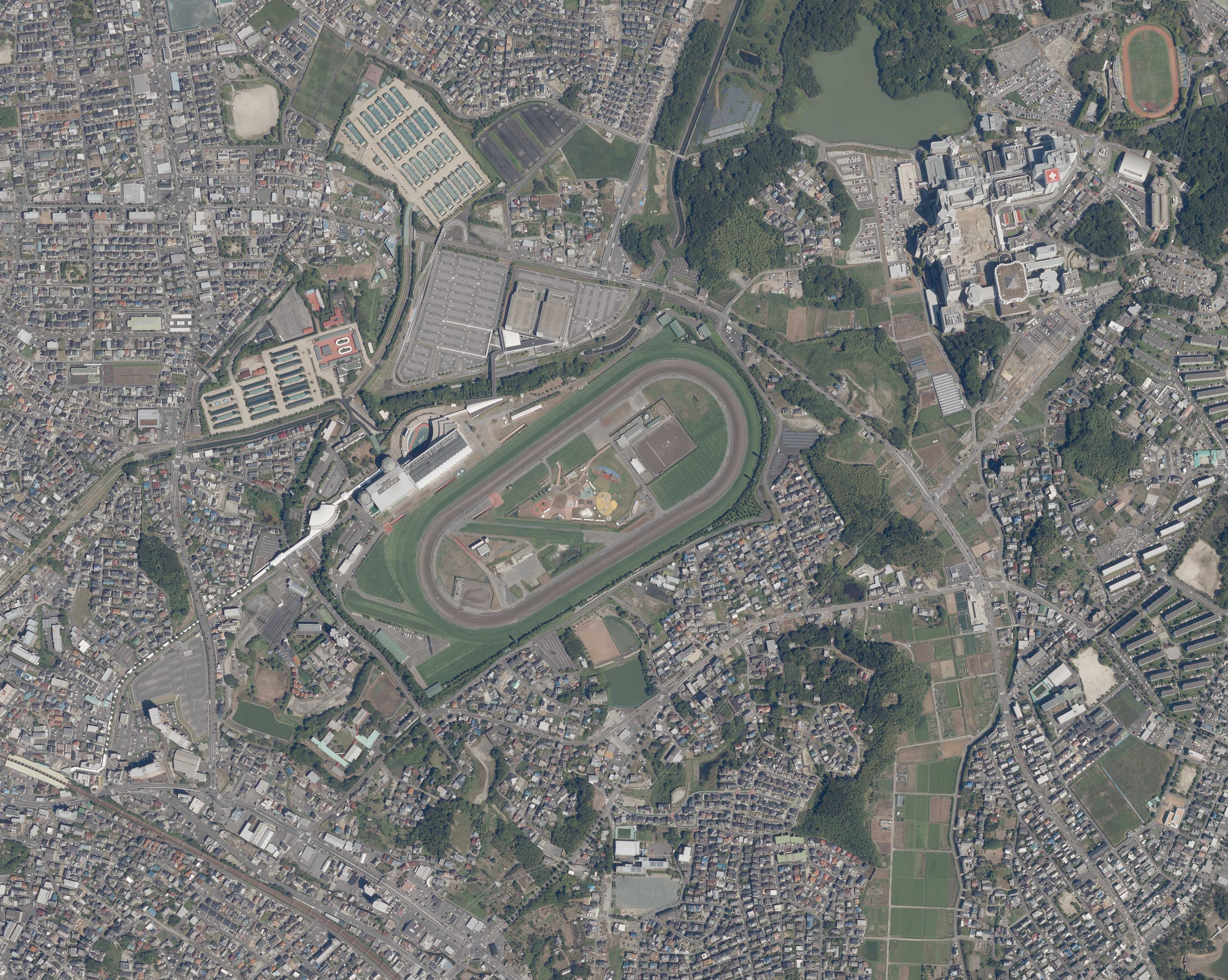
中京競馬場（愛知県豊明市）付近の空中写真（2020年）。

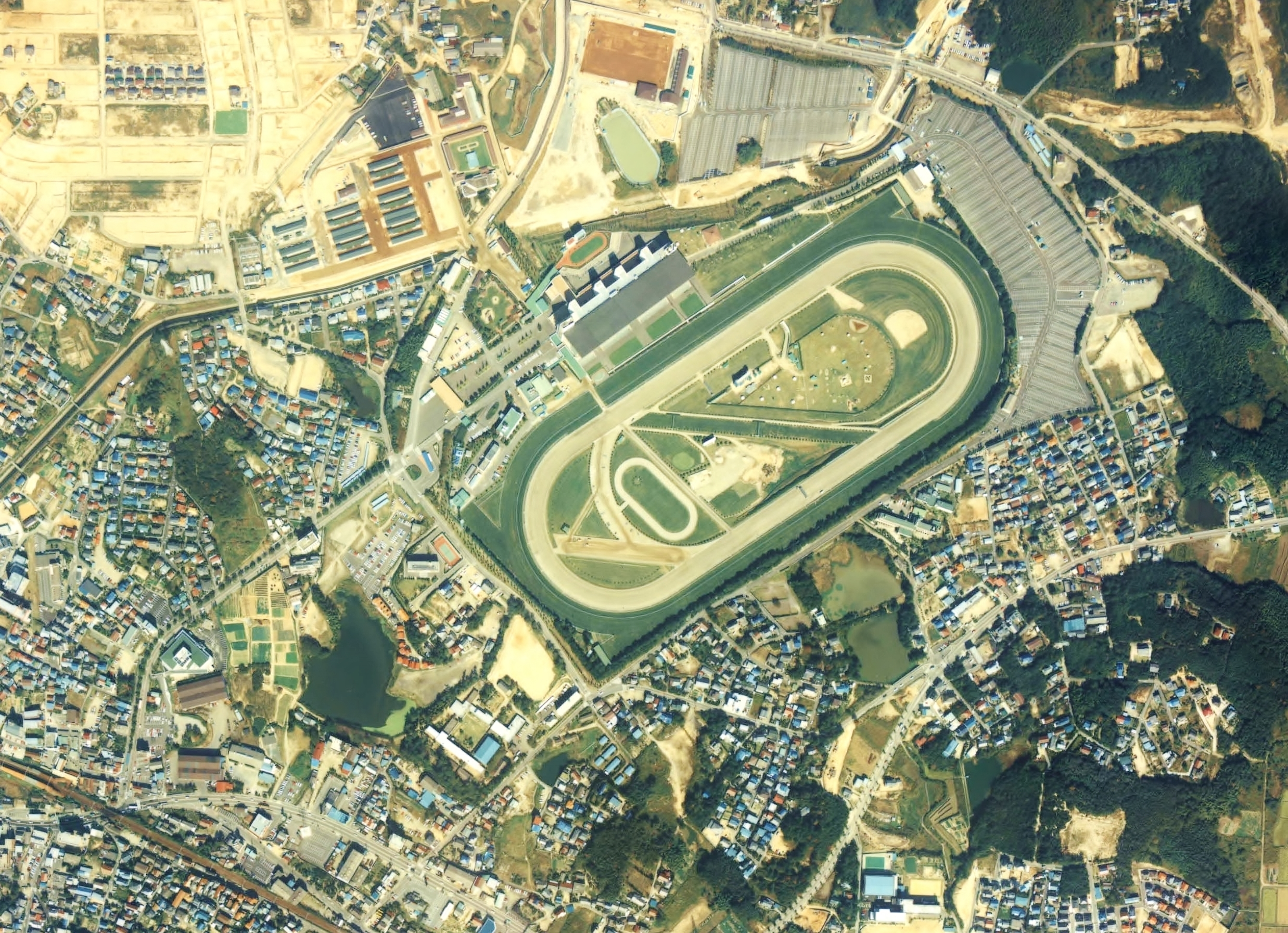
中京競馬場付近の空中写真。1987年撮影の2枚を合成作成。
かつて1コーナーに存在した芝1400mのポケットがあるのがわかる。

### コース概要（改修後）
2012年に中京競馬場がリニューアルオープンし距離設定が変更され、多様な番組編成が可能になった。芝3000m、障害芝3900mは使用されていなかったが、2021年・2022年の京都競馬場改修に伴う代替開催によって初めて利用された（万葉ステークス、京都ハイジャンプ）。

#### 芝コース
- 1周1705.9m（Aコース）、1724.8m（Bコース）。いずれも直線412.5m、高低差3.5m。移動柵の位置により、Aコース・Bコースに分けられる[1]。
  - 最後の直線に2.0%の登り勾配が設けられており、これは中山競馬場（2.24%）に次ぐレベルである[1]。
  - 3-4コーナーは3.5%のバンクとなっている。
- 設定可能な距離：1200m、*1300m、*1400m、*1600m、2000m、*2200m、*3000m[1]
- 出走可能頭数（フルゲート）: 1600mは16頭、それ以外の距離は18頭[64]

#### ダートコース
- 1周1530m、直線410.7m、高低差3.4m[1]。
  - 1周距離は東京競馬場（1899m）、京都競馬場（1608m）に次いで3番目、直線は東京競馬場（501.6m）に次いで2番目の長さとなる[1]。
  - 最後の直線に1.4%の登り勾配が設けられている。
- 設定可能な距離：*1200m、*1400m、*1800m、*1900m、*2500m[1]
- 出走可能頭数（フルゲート）: 2500mは14頭、それ以外の距離は16頭[64]

#### 障害コース
- 仮設障害が置かれた芝コースのみで実施[1]（旧コースにあった襷コースは廃止[61]）
- 設定可能な距離: *3000m、*3300m（Aコース）、 *3330m（Bコース）、 3600m、*3900m（Aコース）、 *3940m（Bコース）[1]
- 出走可能頭数（フルゲート）: 全コース14頭[64]

※ いずれも * はコース改修で新設された距離

### 改修前コース
改修前は、芝コース・ダートコースともに中央競馬で唯一、「平坦」「小回り」「左回り」の3条件が揃ったコースであった（ただし新潟競馬場改修後は内回りが似た条件になっていた）。コーナーは半径が前半で大きく、後半で小さく取られている「スパイラルカーブ」を採用。このため、中京巧者と呼ばれていた馬も少なからずいた。障害コースは第3コーナーから第1コーナーに向かう襷コースがあるほかは専用コースはなく、芝コースに仮設の竹柵を置いて（置き障害）レースを行っていた。一周距離は芝・ダートとも福島競馬場と並び中央競馬の競馬場では最も短いが、ゴールまでの直線は中山競馬場よりわずかに長かった。3-4コーナーにかけて緩やかな上り下りの坂があり、ゴール前200mからゴールまで緩やかな上り坂になっているがほぼ平坦だった。

#### 芝コース
- 1周1600m（Aコース）、1619m（Bコース）、1631m（Cコース）（内側の移動柵の位置によって3通り存在する） 直線314m、高低差2.9m
- 設定可能な距離：*1000m、1200m、*1700m、1800m、2000m、2500m、*2800m
- フルゲート：1700mは14頭、1000m、1800m、2500mは16頭、1200m、2000m、2800mは18頭（いずれもAコース使用時）

#### ダートコース
- 1周1418m、直線312m、高低差2.2m
- 設定可能な距離：1000m、*1600m、1700m、2300m
- フルゲート；16頭（1600m：14頭）

#### 障害コース
- 襷コースの長さ：474m
- 設定可能な距離：2800m、3330m（Aコース）、3370m（Bコース：発走地点はAコースの3330mと同じ）、*3600m
- フルゲート: 14頭

#### 補足
*印の距離の競走は、改修前の時点では施行されていなかった。芝1000m、1700m、ダート1600mについては出走可能頭数が他のコース設定より減るためである。なお、芝2800mは1994年に京都競馬場の改修工事による変則日程の関係で、通常では阪神競馬場の芝3000mで行われる「阪神大賞典（GII）」が中京競馬場で行われた際に使用されたが、施行されたのはこの1回だけである。
開場当時は砂コースしか存在しなかった。この砂コースはアメリカ合衆国の施設を参考にして建設された。砂コースは現在のダートコースとはやや異なるもので、当時の重賞競走の記録等でも「砂」と表記されている。1970年に砂コースが芝コースに改修され、1974年に本馬場が芝コースになった事に伴い内側に移動した砂コースがダートコースに改修されている。（昭和46年の「中京記念」が砂コースの1700ｍで行われている。）
かつては1コーナー付近にポケットがあり、芝1400m, 3000mの設定もあったが、1993年のスタンド増築時に廃止された。また芝1600mの設定もあったが、こちらはスタート直後に１コーナーのカーブがあって危険とされたため行われなくなった。
なお、芝1400m、芝1600m、芝3000mの設定は2012年の改修で再設定されている。

## 名古屋競馬株式会社
中京競馬場は、JRA直営の他9場とは異なり、スタンドの一部（ツインハット部分）を除き名古屋競馬株式会社が施設を所有し整備している。この会社は競馬法により、東海地方に国営競馬（現在の中央競馬の前身）の開催場設置を望む声に応えるため、1952年8月5日に設立された。翌1953年8月に競馬場が完成、農林省（現・農林水産省）と施設貸借契約を結び、第1回国営中京競馬を開催することになった。現在は、所有する競馬場の諸施設の修繕等の他に、競馬場近接地にある競馬客用駐車場の管理・運営を行い、JRAの行う中京競馬開催日のイベント・PR活動に協力している。なお、名古屋競馬場を運営する特別地方公共団体の愛知県競馬組合とは別の法人で、愛知県等の地元自治体や名古屋鉄道などの地元企業が出資する非上場の株式会社である。
また、中央競馬に馬主登録しており、活躍した持ち馬にグリーンサンダー（佐賀記念勝ち）、メイケイペガスター（共同通信杯勝ち）、メイケイダイハード（中京記念勝ち）、メイケイエール（小倉2歳ステークス、ファンタジーステークス、チューリップ賞、シルクロードステークス、京王杯スプリングカップ、セントウルステークス勝ち）などがいる。勝負服は緑、青袖、白山形二本輪。現在は冠名として「メイケイ」を馬名に使用している。

## アクセス
- 名鉄名古屋本線 中京競馬場前駅から西入場門まで徒歩で約10分[70]。

## 重賞競走
GI
- 高松宮記念
- チャンピオンズカップ（2014年よりジャパンカップダートを改称して施行）

GII
- 金鯱賞[注 5]

GIII
- ファルコンステークス[注 6]
- 東海ステークス
- 愛知杯[注 7]
- CBC賞（サマースプリントシリーズ指定競走）
- 中京記念（サマーマイルシリーズ指定競走）
- 中京2歳ステークス
- 中日新聞杯

## 地方競馬の開催
1953年に国営競馬の中京競馬開催が開始されると、同年10月8日から愛知県競馬組合が主催する地方競馬の中京開催も始まった。1985年までは年間7開催程度行われていたが、1986年に年間4開催に減り、さらに施設改修後の1994年には年間1開催に減少した。その後、売り上げが芳しくなかったこともあり1996年に開催を休止した。しかし、愛知県競馬組合が開催権保持の観点から1999年より正月に1開催行うようになったものの、2002年の正月開催を最後に中京での地方競馬開催は休止している。ただし開催権は引き続き愛知県競馬組合が保持しており、地方競馬全国協会でも地方競馬の競馬場のひとつとして明記している。2022年4月に名古屋競馬場が弥富市に移転したことから、名古屋市も豊明市と同様に中京競馬場の開催権を保持していることによって愛知県競馬組合の構成者たり得る状態になっている。
1971年から1995年までは全国の地方競馬で唯一、芝コースを使用してレースが行われていた。現在は名古屋競馬場のダートコースで行われている駿蹄賞や東海桜花賞のほか、1989年には中央・地方全国交流競走「名古屋市制100周年記念」（1990年からは地方全国交流競走「ターフチャンピオンシップ」に変更）も芝コースで行われていた。
中京開催を行っていたころは地方競馬招待を勝ったリュウアラナス、オールカマーを勝ったジュサブロー、テレビ愛知オープンを勝ったトミシノポルンガなど、中央の芝でも活躍した馬が多数いた。中央に移籍して活躍したステートジャガーやヒカリデユールのほか、オグリキャップも笠松所属時に芝の中京盃を勝っている。かつては笠松競馬に所属していた騎手の安藤勝己も中京の芝コースは乗り慣れていた。
現在、中京競馬場では名古屋競馬・笠松競馬開催時の場外発売のみ行われている。

## ファンファーレ

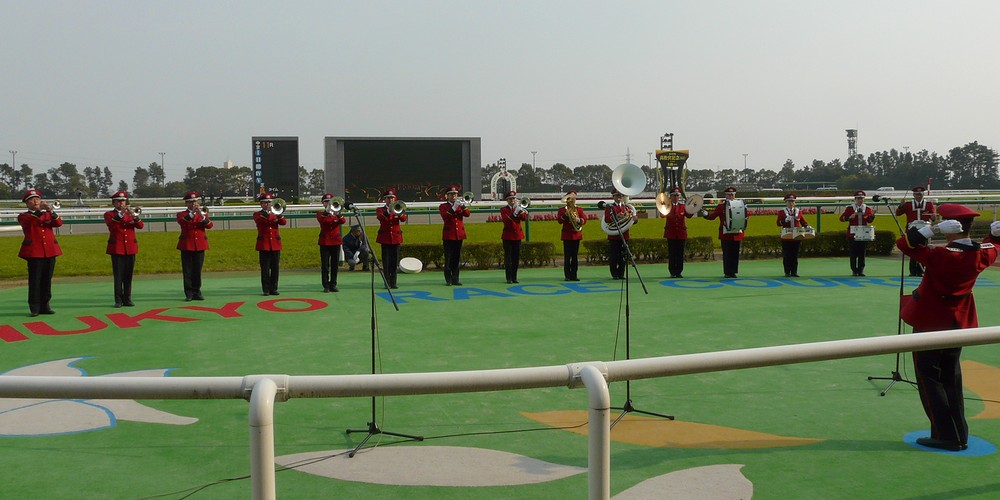
高松宮記念ファンファーレ演奏

一般競走、特別競走、重賞では、小倉競馬場と同じ「西日本ローカル用」ファンファーレを使用する。GI競走では、京都競馬場、阪神競馬場と同じ「関西GI用」ファンファーレを使用する。

特別競走「名鉄杯」では、名鉄電車の「ミュージックホーン」をアレンジしたファンファーレを使用する。レース発走前には名鉄ブラスバンドによるファンファーレの生演奏が行われることもある。

## スタンド
2012年現在は「ペガサス」「ツインハット」の2スタンドが使用されている。

### ペガサス
現在のメインスタンドである「ペガサス」は2012年2月4日にプレオープンし、同年3月3日の第1回中京競馬初日でグランドオープンした。
2011年10月に新スタンドの愛称を公募した結果『ペガサス』となることが決まり、それに合わせて中京競馬場のマスコットキャラ『ペガスター』が採用された。「ペガサス」には国内の競馬場としては初めて屋根に太陽電池パネルが設置される。パネル面積は720m2（スタンド屋根面積の約半分）、年間発電量は約12万kWで、競馬開催のない平日であれば競馬場内のほぼ全ての消費電力を賄える（競馬開催日の消費電力に換算すると約2%相当）。また中京競馬場は東海地震発生時の広域避難場所に指定されていることから、耐震性能についても「（2012年時点の）耐震基準の25%増し」とされている。
4階にB指定席（765席/ 禁煙 1500円）と車椅子指定席（5席/ 禁煙 1500円）がある。いずれも屋外指定席となっている。
地下には「勝ち馬ビュー」と呼ばれる、検量室を一般のファンが見られるゾーンも設けられた。東京競馬場の「ホースプレビュー」と同趣旨の施設だが、中京では地下馬道等の間隔がないため、ガラス越しにダイレクトに検量室の様子を見ることができる。

### ツインハット
西側に隣接する塔形の建物。1993年に旧メインスタンドが大改修された時に増設され、正門から見た形状が帽子を2つ並べたようにみえることから「ツインハット」の愛称がついた。
6階建てで、6階には馬主・来賓席、4階・5階にはA指定席（4階304席禁煙／5階504席禁煙 2000円）、3階にはシニア席（131席禁煙 無料）、1階にはシニアサロン（掘りごたつ席は28席禁煙 500円／椅子席は25席禁煙 500円）がある。ペガサスオープン時に6階のS指定席（120席禁煙 3000円）は廃止された。2015年に、6階にi-seatとラウンジシートがオープンした。
指定席については事前に整理券を配布して発売を行っている。高松宮記念、チャンピオンズカップ、有馬記念当日はA指定席は6時すぎ、B指定席も8時までに配布終了することが多く、他場GI、中京競馬場での重賞当日は指定席は9時前後に売り切れることが多い。
非開催時（パークウインズ）にはA指定席を1席500円で発売している（土曜日は5階のみ、日曜日は4・5階）。

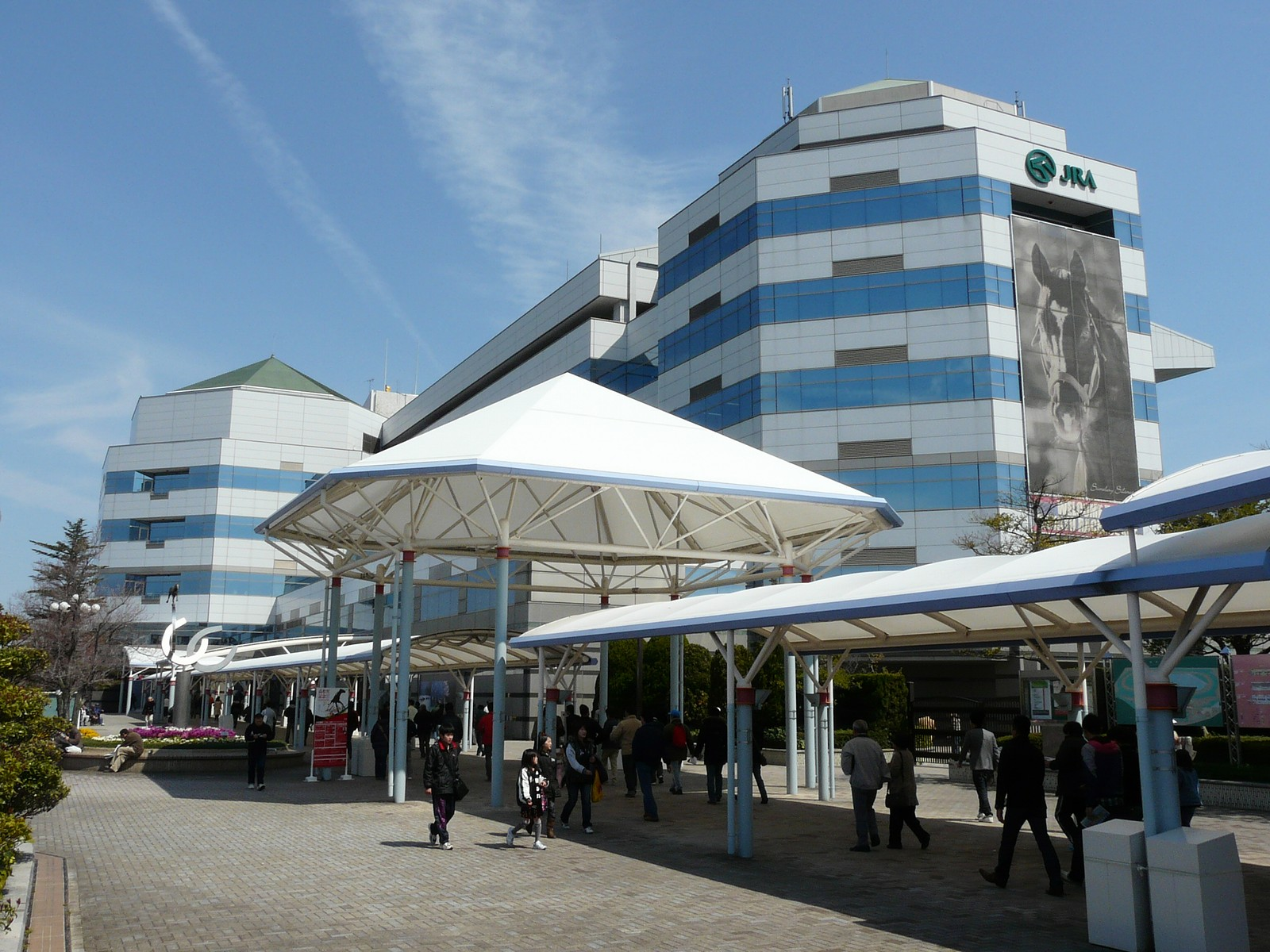
ツインハット。建物右にはサンデーサイレンスの大型パネル。
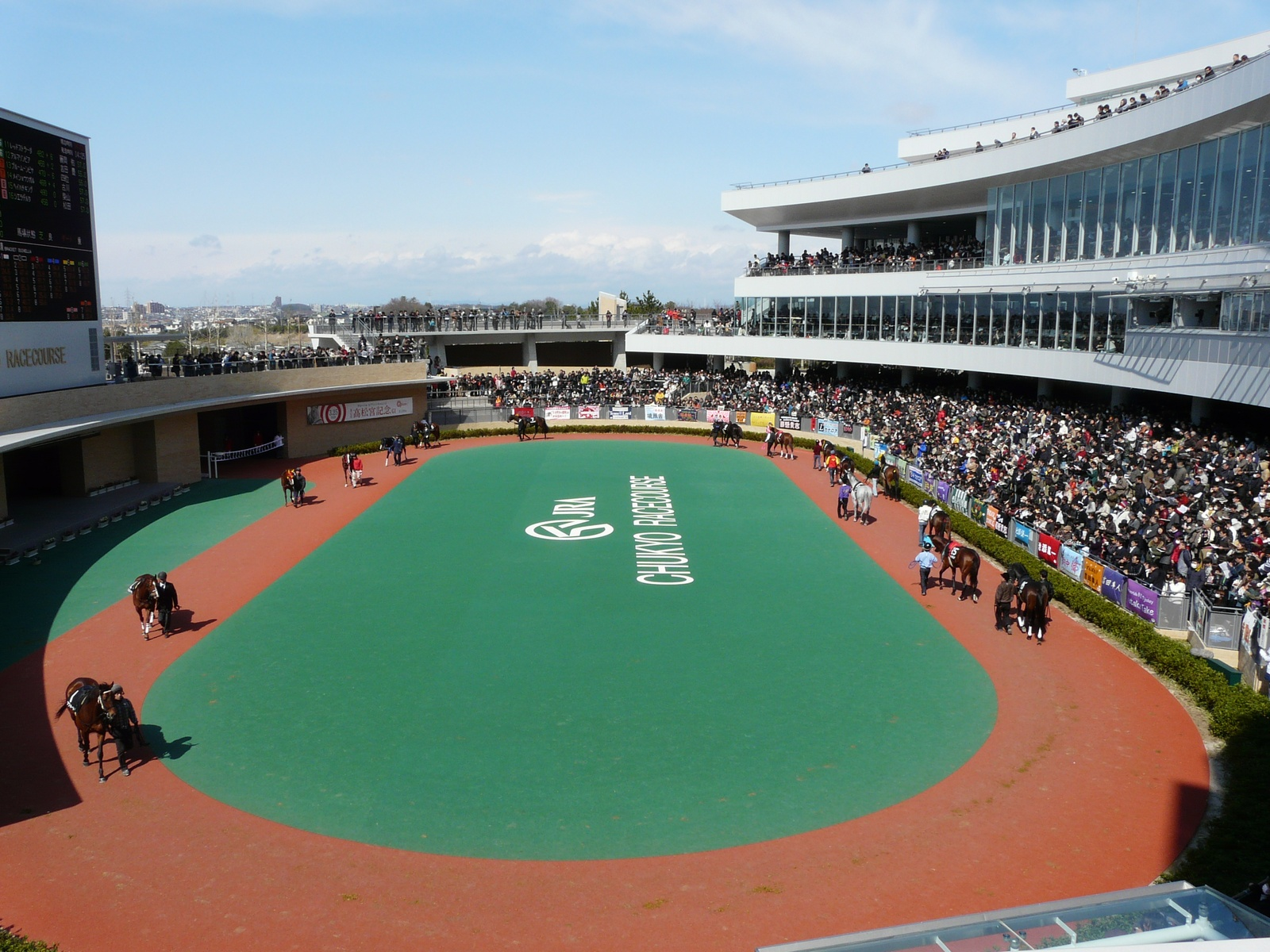
パドック
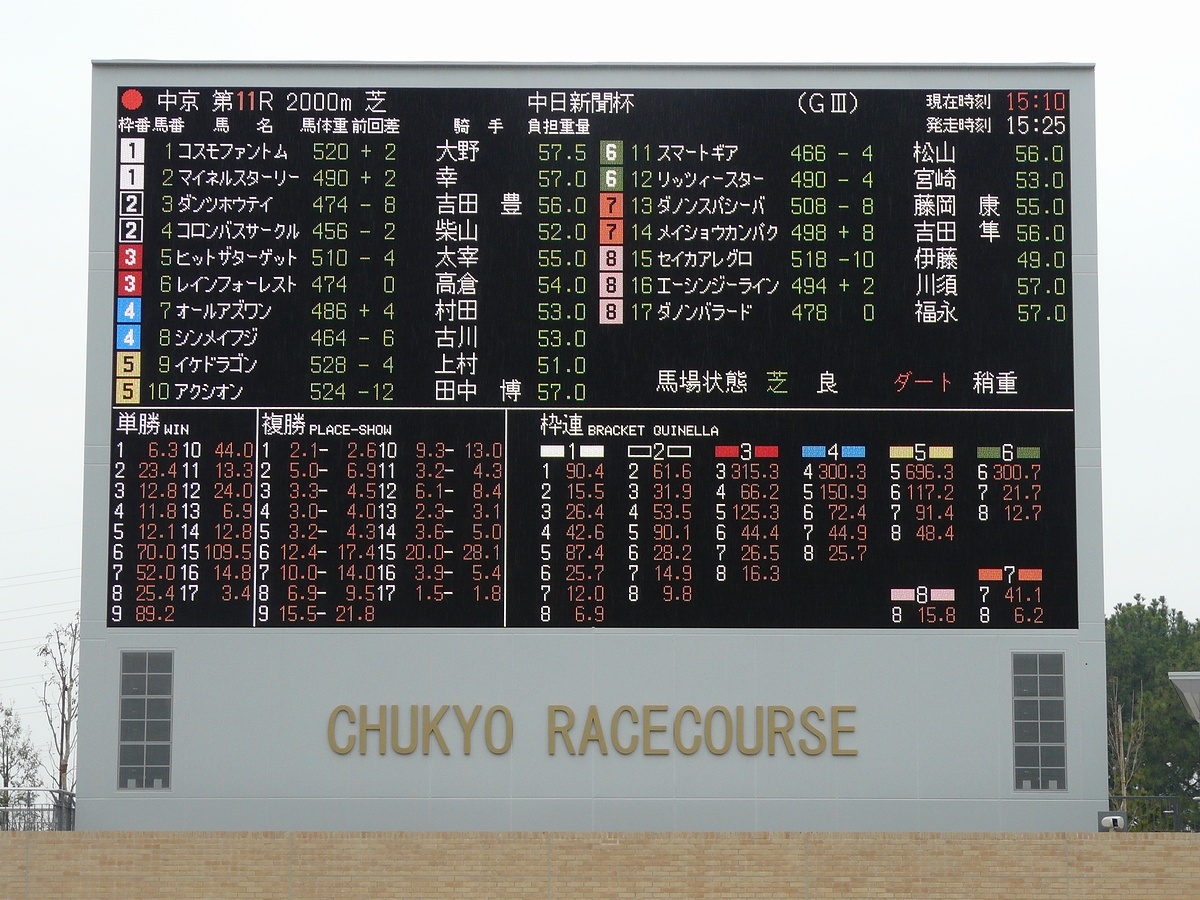
トータボード
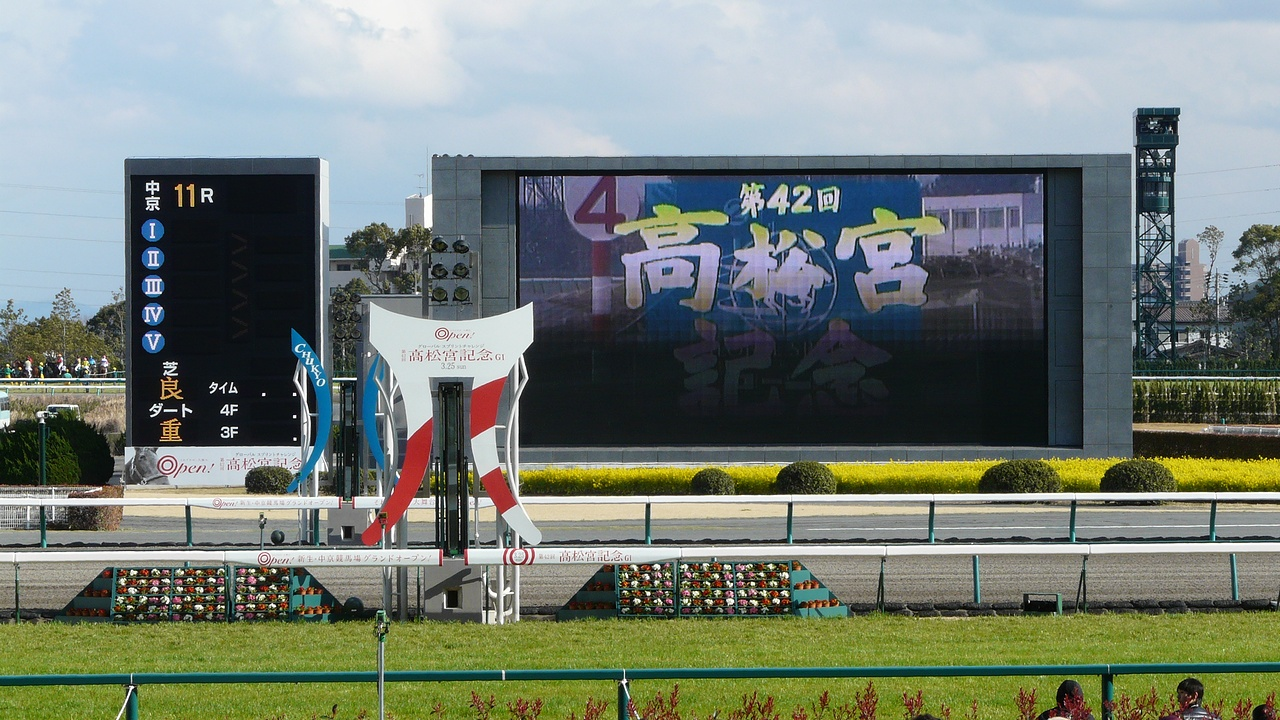
ターフビジョン

### 旧メインスタンド
「在来スタンド」とも呼ばれる。1970年に完成、1993年に大規模な改修を行った。2010年春開催を以って閉鎖・解体された。
5階建てで、4階にはB指定席（336席禁煙 1500円）とC指定席（370席禁煙 1000円）、5階にはC指定席（350席禁煙 1000円）があった。同スタンドは、老朽化に加え1981年の建築基準法施行令改正に伴い大幅に強化された耐震基準（いわゆる「新耐震基準」）に適合していないという問題を抱えていたため、「ペガサス」へ建て替えられることになった。

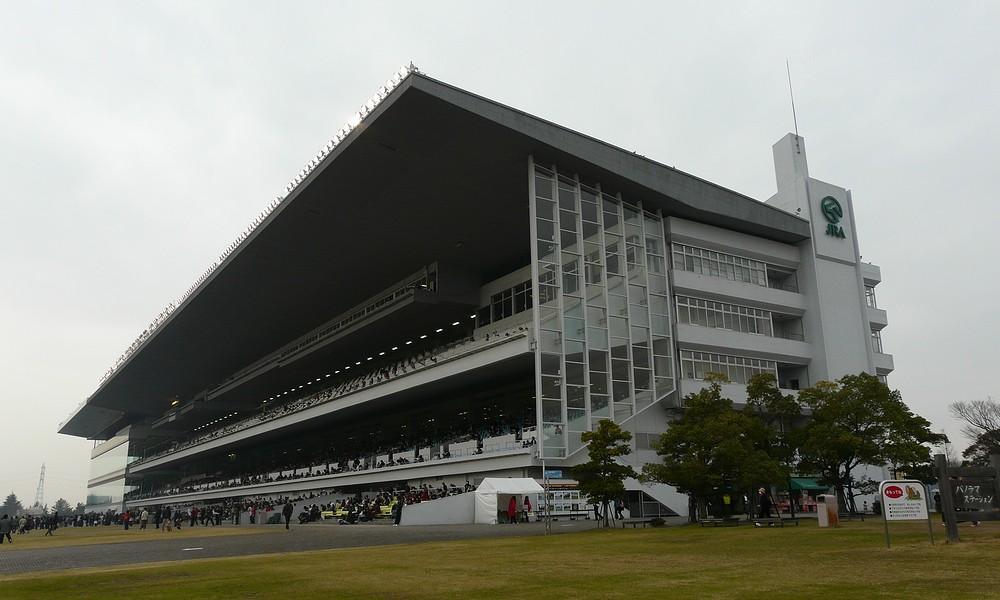
旧メインスタンド
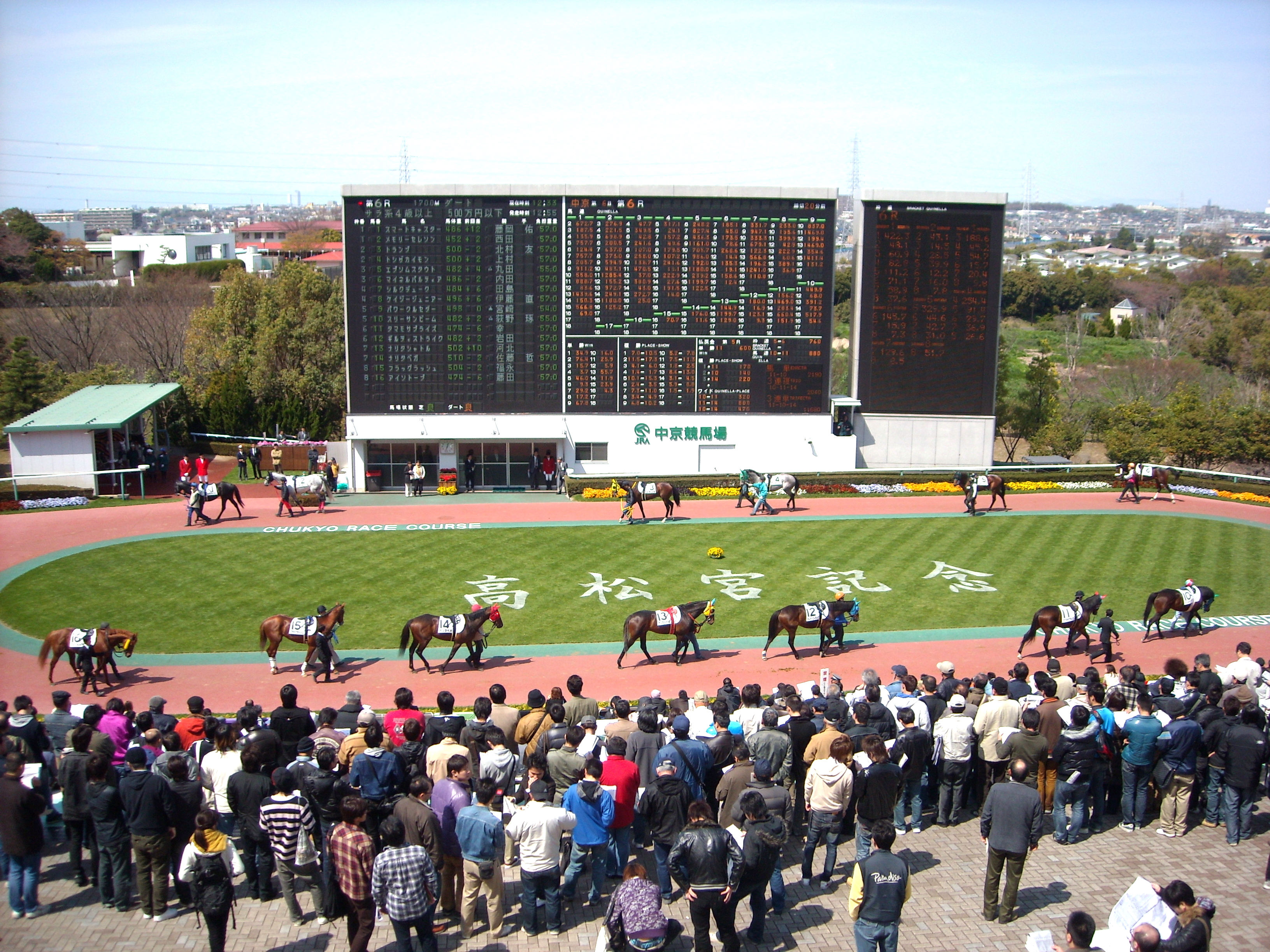
パドック

## レコードタイム
出典：JRA公式サイト 中央競馬レコードタイム 中京競馬場
- †は基準タイム。
- 2025年8月2日終了現在

### 芝コース（2歳）
| 距離  | タイム | 競走馬           | 性別 | 斤量 | 騎手     | 記録年月日    |
| ----- | ------ | ---------------- | ---- | ---- | -------- | ------------- |
| 1200m | 1:07.9 | ビッグシーザー   | 牡   | 54kg | 幸英明   | 2022年9月18日 |
| 1300m |        |                  |      |      |          |               |
| 1400m | 1:20.4 | アロマデローサ   | 牝   | 54kg | 福永祐一 | 2022年9月17日 |
| 1600m | 1:33.1 | レッドベルオーブ | 牡   | 54kg | 福永祐一 | 2020年9月19日 |
| 2000m | 1:59.8 | ロン             | 牝   | 54kg | 武豊     | 2021年9月25日 |

### 芝コース（3歳以上）
| 距離  | タイム | 競走馬           | 性齢 | 斤量   | 騎手     | 記録年月日    |
| ----- | ------ | ---------------- | ---- | ------ | -------- | ------------- |
| 1200m | 1:06.2 | メイケイエール   | 牝4  | 55.0kg | 池添謙一 | 2022年9月11日 |
| 1300m |        |                  |      |        |          |               |
| 1400m | 1:18.7 | アクートゥス     | 牡5  | 56kg   | 高杉吏麒 | 2025年8月2日  |
| 1600m | 1:32.2 | ララヴォルシエル | 牡3  | 55kg   | 和田竜二 | 2022年9月11日 |
| 2000m | 1:56.5 | リフレーミング   | 牡6  | 57kg   | 川田将雅 | 2024年8月11日 |
| 2200m | 2:09.0 | プリマヴィスタ   | 牡5  | 54kg   | 藤岡康太 | 2022年5月8日  |
| 3000m | 3:03.4 | ミクソロジー     | 牡4  | 53kg   | 西村淳也 | 2023年1月5日  |

### ダートコース（2歳）
| 距離  | タイム | 競走馬             | 性別 | 斤量 | 騎手     | 記録年月日    |
| ----- | ------ | ------------------ | ---- | ---- | -------- | ------------- |
| 1200m | 1:10.7 | オトメナシャチョウ | 牝   | 55kg | 松山弘平 | 2024年9月15日 |
| 1400m | 1:23.6 | デュアリスト       | 牡   | 54kg | 北村友一 | 2020年9月26日 |
| 1800m | 1:51.2 | コパノニコルソン   | 牡   | 53kg | 亀田温心 | 2021年9月26日 |

### ダートコース（3歳以上）
| 距離  | タイム  | 競走馬           | 性齢 | 斤量 | 騎手     | 記録年月日    |
| ----- | ------- | ---------------- | ---- | ---- | -------- | ------------- |
| 1200m | 1:09.1  | ラインガルーダ   | 牡5  | 56kg | 小沢大仁 | 2022年9月10日 |
| 1400m | 1:20.3  | マテラスカイ     | 牡4  | 56kg | 武豊     | 2018年7月8日  |
| 1800m | 1:47.6  | スマハマ         | 牡4  | 56kg | 藤岡佑介 | 2019年7月14日 |
| 1900m | 1:54.7  | オーヴェルニュ   | 牡5  | 58kg | 福永祐一 | 2021年5月22日 |
| 2500m | 2:44.6† | アズマリュウセイ | 牡3  | 55kg | 鮫島良太 | 2012年12月8日 |

### 障害
| 距離    | タイム  | 競走馬             | 性齢 | 斤量 | 騎手       | 記録年月日    |
| ------- | ------- | ------------------ | ---- | ---- | ---------- | ------------- |
| 芝3000m | 3:15.8  | プリモスペランツァ | 牡5  | 60kg | 田村太雅   | 2024年8月18日 |
| 芝3300m | 3:33.3  | タガノエスプレッソ | 牡8  | 60kg | 平沢健治   | 2020年9月19日 |
| 芝3330m | 3:37.4  | ユウキビバワンダー | 騸4  | 60kg | 佐久間寛志 | 2017年7月15日 |
| 芝3600m |         |                    |      |      |            |               |
| 芝3900m | 4:14.8† | マーニ             | 牡5  | 60kg | 三津谷隼人 | 2021年5月15日 |
| 芝3940m |         |                    |      |      |            |               |

### 2010年3月28日まで行われていたコースでのレコードタイム
出典：JRA公式サイト 中央競馬レコードタイム 中京競馬場（改修工事前）
- 2010年3月28日終了現在
- 現在は全て廃止されている。

#### 芝コース（2歳）
| 距離  | タイム | 競走馬             | 性別 | 斤量 | 騎手       | 記録年月日     |
| ----- | ------ | ------------------ | ---- | ---- | ---------- | -------------- |
| 1000m | 0:57.6 | サツマリーベ       | 牝   | 53kg | 上村洋行   | 1994年9月11日  |
| 1200m | 1:08.2 | ヤマニンパラダイス | 牝   | 53kg | 武豊       | 1994年9月10日  |
| 1700m | 1:42.7 | シュアハピネス     | 牡   | 54kg | 古川吉洋   | 2000年11月26日 |
| 1800m | 1:47.5 | メイショウサムソン | 牡   | 57kg | 石橋守     | 2005年12月17日 |
| 2000m | 2:01.2 | ビーチランデブー   | 牡   | 55kg | C.スミヨン | 2009年12月12日 |

#### 芝コース（3歳以上）
| 距離  | タイム  | 競走馬             | 性齢 | 斤量 | 騎手     | 記録年月日    |
| ----- | ------- | ------------------ | ---- | ---- | -------- | ------------- |
| 1000m | 0:56.9  | パンペロウ         | 牝4  | 55kg | 小野次郎 | 1995年12月9日 |
| 1200m | 1:06.7  | シーイズトウショウ | 牝5  | 57kg | 池添謙一 | 2005年5月21日 |
| 1700m | 1:40.6  | ノースフライト     | 牝4  | 55kg | 武豊     | 1994年3月6日  |
| 1800m | 1:45.5  | ベルジュール       | 牡3  | 53kg | 鮫島良太 | 2006年9月23日 |
| 2000m | 1:56.9  | ローゼンクロイツ   | 牡5  | 57kg | 藤岡佑介 | 2007年3月4日  |
| 2500m | 2:31.4  | タップダンスシチー | 牡3  | 53kg | 松田大作 | 2000年12月9日 |
| 2800m | 2:55.2† | ムッシュシェクル   | 牡6  | 58kg | 藤田伸二 | 1994年3月13日 |

#### ダートコース（2歳）
| 距離  | タイム | 競走馬             | 性別 | 斤量 | 騎手     | 記録年月日     |
| ----- | ------ | ------------------ | ---- | ---- | -------- | -------------- |
| 1000m | 0:58.6 | グランデワイルド   | 牡   | 55kg | 中舘英二 | 2009年12月12日 |
| 1600m | 1:40.2 | ラインウイナー     | 牡   | 54kg | 千田輝彦 | 1997年12月6日  |
| 1700m | 1:45.9 | タガノエスペランサ | 牡   | 55kg | 橋本美純 | 2005年12月24日 |

#### ダートコース（3歳以上）
| 距離  | タイム | 競走馬             | 性齢 | 斤量 | 騎手     | 記録年月日     |
| ----- | ------ | ------------------ | ---- | ---- | -------- | -------------- |
| 1000m | 0:57.7 | マキハタサイキック | 牝3  | 51kg | 高井彰大 | 2003年12月13日 |
| 1600m | 1:38.0 | エンジェルパーツ   | 牝4  | 52kg | 渡辺薫彦 | 1995年7月1日   |
| 1700m | 1:42.9 | ロードプリヴェイル | 牡5  | 58kg | 武豊     | 2003年5月31日  |
| 2300m | 2:22.3 | ハギノハイグレイド | 牡6  | 58kg | 福永祐一 | 2002年5月19日  |

#### 障害
| 距離    | タイム  | 競走馬             | 性齢 | 斤量 | 騎手     | 記録年月日    |
| ------- | ------- | ------------------ | ---- | ---- | -------- | ------------- |
| 芝2800m | 3:00.3  | ピクシーストーン   | 牡5  | 60kg | 植野貴也 | 2008年6月8日  |
| 芝3330m | 3:37.8  | コウエイトライ     | 牝5  | 60kg | 小坂忠士 | 2006年9月18日 |
| 芝3370m | 3:37.6  | ジャイアンツエール | 牡6  | 60kg | 西谷誠   | 2008年6月7日  |
| 芝3600m | 3:57.5† | キンセンアラシ     | 牡4  | 59kg | 村山明   | 1994年9月17日 |

## その他
東海地震に関する注意情報が発表された場合には開催を中止し、勝馬投票券の発売と払戻を停止することになっている。
2002年8月より名鉄7000系車両（7027号・7092号・7028号の3両）が保存され、「パノラマステーション」の愛称が用いられている。運転席の見学もでき、場外発売日にはミュージックホーンを吹鳴することもできる。中間車である7092号は、座席をすべて取り外し、改装の上ビッフェとしてオープンした。ビッフェ・パノラマとして営業している。
3月の第2回開催では、主場では騎乗機会が少ない多くの新人ジョッキーがデビューする。2010年1月時点で栗東所属・通算1000勝以上をあげている藤田伸二・四位洋文・福永祐一の初騎乗は中京競馬場である。
1日の入場客数のレコードは、中京競馬場初のGI競走開催かつ三冠馬ナリタブライアンが出走した1996年5月19日の高松宮杯（7万4201人）である。
スポーツ新聞・競馬新聞やレーシングプログラムにおいて、出馬表の過去成績欄には「名」「中京（文字幅を縮小して1文字分の枠に表記）」などと表記される。これは「中」だと「中山競馬場」、「京」だと「東京競馬場」か「京都競馬場」と誤解を招く恐れがあるためである（なお「名」を採用する媒体では、名古屋競馬場との混同を避けるため地方競馬の過去成績表記を（開催回数の省略等）一部中央競馬と変更する）。
2012年から2015年まで主に東海地方のマスコットキャラクターや、JRAのマスコットターフィー、中京競馬場のマスコットペガスターが芝コースの100mを走るイベント「ご当地キャラ記念」が行われた。

## 厩舎
かつては競馬場に厩舎地区が存在し、競走馬の調教が行われていた。京都競馬場や阪神競馬場の収容能力が限界となったために設置されたもので、1969年8月、栗東トレーニングセンターの設置により栗東に集約移転された。なお、栗東トレーニングセンター開設の際には中京競馬場所属の厩舎が第一陣として移動した。
ここに厩舎を構えた調教師の中でも星川泉士は、1958年第18回のタイセイホープ、1959年第19回のウイルデイールで皐月賞連覇をなし遂げたことで知られる。また、アドラーブルやフサイチコンコルドで知られる小林稔が厩舎を開業した際も中京所属で、後に、第1回高松宮杯にシュンサクオーで勝利した際、小林は「縁ある中京の新設重賞をどうしても勝ちたかった」と語っている。ちなみに、この小林は国営中京競馬の勝利騎手第1号でもある。

### 元所属調教師
- 工藤嘉見
- 小林三雄三
- 小林稔
- 柴田不二男
- 諏訪佐市
- 田中康三
- 谷栄次郎
- 長浜彦三郎（長浜博之の父）
- 中村覚之助
- 星川泉士